# 交響曲第3番 (ドレーゼケ)
交響曲第3番 ハ長調 作品40は、フェリクス・ドレーゼケが3番目に作曲した交響曲。『悲劇的交響曲』という通称を持ち、彼の交響曲の中で最も重要なものとされている。1886年12月に完成し、1888年2月13日にエルンスト・フォン・シューフの指揮によりドレスデンで初演された。
循環形式に基づいて作曲されている。第1楽章は調性不明瞭な序奏において4楽章の主題が暗示されたのちにハ長調へ至る。第2、第3楽章を経て悲劇的なフィナーレへ至る。このフィナーレは826小節にものぼり、交響詩的な自由な形式で書かれている。最後に第1楽章が回帰し、ハ長調で静かに終結する。

## 楽器編成
- ピッコロ1
- フルート2
- オーボエ2
- クラリネット2
- ファゴット2
- ホルン4
- トランペット3
- トロンボーン3
- チューバ1
- ティンパニ1
- 弦五部
- シンバル

## 構成
- 第1楽章 Andante - Allegro risoluto ハ長調
- 第2楽章 Grave: Adagio ma non troppo イ短調
- 第3楽章 Scherzo: Allegro molto vivace ハ長調
- 第4楽章 Finale: Allegro con brio ハ短調-ハ長調

演奏時間:約50分